# Pikmin 4
Pikmin 4 är ett strategispel i realtid från 2023 utvecklat av Nintendo EPD och publicerat av Nintendo. Det är den fjärde huvuddelen i Pikmin- serien, efter Pikmin 3 (2013), och den sjätte delen totalt. Spelet släpptes till Nintendo Switch den 21 juli 2023.
Spelet är det första i Pikminserien som har en anpassningsbar spelfigur. Spelet introducerar också två nya arter av Pikmin, nämligen Ice Pikmin och Glow Pikmin och innehåller även flera nya delar, som Night Expeditions, där spelare försvarar sig mot nattliga fiender. I berättelsen tar spelaren rollen som en nyligen rekryterad medlem av "Rescue Corps", en grupp som själva behöver räddas efter ett misslyckat försök att rädda den tidigare huvudfiguren kapten Olimar.
Pikmin 4 fick positiva recensioner från recensenter, som berömde spelets nivådesign, grafik, musik, innehåll och nybörjarvänlighet, samtidigt som de kritiserade de begränsade flerspelaralternativen och låga svårighetsgraden.

## Spelupplägg
Spelaren styr en liten figur som tar kommandot över grupper av Pikmin för att utforska olika områden, slåss mot fiender, hämta skatter och lösa pussel. Pikmin kan styras att utföra olika uppgifter, som att bära föremål och bekämpa fiender, och har individuella svagheter och styrkor. Red Pikmin bränns till exempel inte av brinnande hinder och Blue Pikmin är fantastiska simmare. Spelaren kan byta mellan olika arter av Pikmin för att anpassa sig till situationen och hantera fiender och faror. Kameran ger en fullständig bild av området runt spelarfiguren, med perspektivet mycket närmare marken än i tidigare spel.
Pikmin 4 behåller flera Pikmin-typer från tidigare spel, och introducerar två nya: Ice Pikmin håller saker svala genom att frysa fiender och miljön runt dem och Glow Pikmin, som är vakna på natten. Spelaren kan också befalla en hundvarelse som heter Oatchi att hjälpa till med utforskningen. Liksom Pikmin kan Oatchi styras för att bära föremål och attackera fiender, men kan också hjälpa till att slå sönder eller sniffa fram föremål t.ex. skatter och transportera både spelarfiguren och Pikmin runt på kartan och över vattendrag; på vissa ställen kan spelaren direkt styra Oatchi för att lösa pussel.
Spelare kan skräddarsy sin figur med olika ansiktsdrag och färger, och har tillgång till en bas där spelaren kan göra olika saker – t.ex. uppgradera utrustning. På basen kan man även uppgradera Oatchi och dess förmågor efter att hundvarelsen har fått erfarenhet under spelets gång. Skatter som samlas in i olika områden bidrar till en resurs som kallas Sparklium, som behövs för att utöka antalet kartor som spelaren kan utforska.

## Utveckling
Den 7 september 2015 bekräftade Pikmin-skaparen Shigeru Miyamoto för Eurogamer att Pikmin 4 var under utveckling och "mycket nära att bli färdigt". Den 7 juli 2016 sa Miyamoto i en E3-intervju med Game Rant att Pikmin 4 fortfarande var under utveckling, men med lägre prioritet. Den 19 juni 2017 försäkrade Miyamoto Eurogamer att spelet fortfarande utvecklades. Under åren som följde ansågs spelet allmänt vara vaporware tills det officiellt annonserades den 13 september 2022.

## Marknadsföring och lansering
Pikmin 4 annonserades av Shigeru Miyamoto i en Nintendo Direct den 13 september 2022. Teasertrailern ger en kort glimt av spelets miljö, utan några spel- eller berättelsedetaljer. Nintendo meddelade att Pikmin-tröjan som bars av Miyamoto under tillkännagivandet skulle släppas på Nintendos butik i New York och på Nintendos hemsida. Den 8 februari 2023 avslöjade Nintendo Direct att Pikmin 4 skulle lanseras den 21 juli 2023. En demo släpptes den 28 juni 2023.

## Mottagande
| Mottagande            | Mottagande    |
| Samlingsbetyg         | Samlingsbetyg |
| Tjänst                | Betyg         |
| --------------------- | ------------- |
| Metacritic            | 87/100        |
| Recensionsbetyg       |               |
| Publikation           | Betyg         |
| Destructoid           | 9.5/10        |
| Eurogamer             | [ 18 ]        |
| Famitsu               | 35/40         |
| Game Informer         | 9/10          |
| Gamespot              | 7/10          |
| Gamesradar            | [ 22 ]        |
| IGN                   | 9/10          |
| Nintendo World Report | 9/10          |

### Försäljning
I Japan hade Pikmin 4 den bästa lanseringsveckan i serien och sålde 401 853 fysiska enheter, vilket är några fler än första veckans försäljning av de tre tidigare spelen i franchisen tillsammans. Den 22 oktober 2023 var Pikmin 4 årets näst mest sålda spel i Japan med 922 606 sålda enheter. Det enda spelet som sålde mer under 2023 var ett annat Nintendospel: The Legend of Zelda: Tears of the Kingdom.